# FC Eintracht 04 Leipzig
Maillots
Le FC Eintracht 04 Leipzig fut un club allemand de football localisé dans la ville à Leipzig, dans la Saxe.

## Histoire
Le club fut créé en 1904 et fut un des fondateurs de la Neuer Leipziger Fußball-Verbandes, une fédération locale qui n’exista que du 25 novembre 1904 à mars 1905. Ensuite, le club participa aux compétitions de la Verband Mitteldeutscher Ballspiel-Vereine. 
Lors de la saison 1915-1916, le FC Eintracht 04 remporta la Gau (région) Leipzig/Nordwestsachsen devant des rivaux locaux réputés qu’étaient le VfB Leipzig, FC Wacker Leipzig ou encore le SpVgg 1899 Leipzig. Peu après, le club enregistra son plus grand succès. Il élimina le SC 1903 Weimar puis le Dresdner SC 1898 pour enfin remporter le titre de Champion d'Allemagne centrale devant le Borussia Halle.
Ce titre aurait dû qualifier le FC Eintracht 04 Leipzig pour la phase finale du championnat national, mais en raison de la Première Guerre mondiale, celui-ci ne fut pas organisé entre 1915 et 1919.
Le club reconduisit son titre dans la Gau (région) Leipzig/Nordwestsachsen en 1917, mais il fut battu au premier tour de la phase finale de la "VMBV", par le SV 02 Cöthen.
Après le premier conflit mondial, le FC Eintracht 04 resta dans un relatif anonymat. Après l’arrivée au pouvoir des Nazis furent créées les Gauligen. Le club ne parvint jamais à accéder à la Gauliga Sachsen qui chapeautait sa région. 
En 1945, le club fut dissous par les Alliés, comme tous les clubs et associations allemands (voir Directive n°23). Il fut jamais reconstitué.
Après la réunification allemande en 1990, le Südkamfbahn/Raschwitzer Strasse, jadis antre du FC Eintracht 04, fut repris par le SV Eintracht Leipzig-Süd, mais ce club n’a aucun lien avec l’ancien club.

## Palmarès
- Champion de la Gau (région) Leipzig/Nordwestsachsen: 1916, 1917.
- Champion de la Verband Mitteldeutscher Ballspiel-Vereine (VMBV): 1916.